# Hellesylt

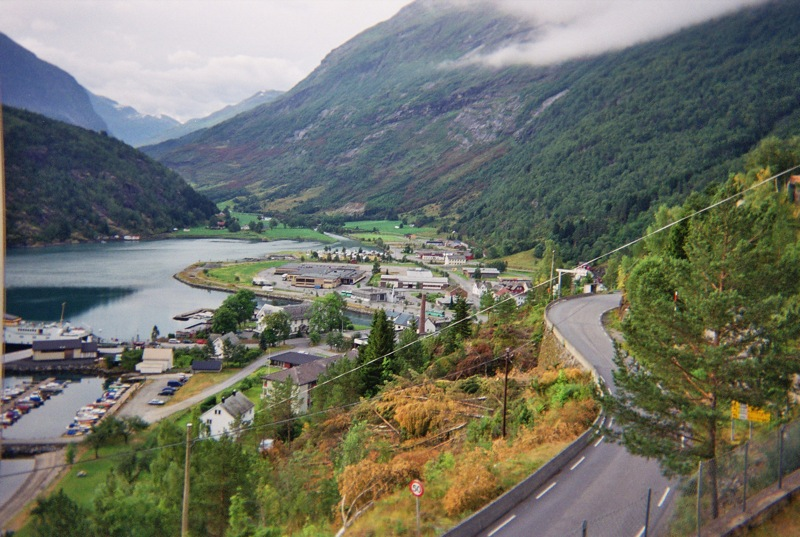
Hellesylt

Hellesylt est un petit village, partie de la municipalité de Stranda, Norvège. En 2007, sa population était de 600 habitants. Hellesylt se trouve au fond du Sunnylvsfjord, branche du Storfjord (Grand Fjord), dont une branche plus connue, le Geirangerfjord, diverge non loin. Le village est entouré de montagnes et de vallées.
En été, plusieurs milliers de touristes passent ou séjournent à Hellesylt chaque jour. La plupart d'entre eux empruntent le ferry pour Geiranger, qui, en pleine saison, effectue une rotation toutes les demi-heures.